# 매리얼 헤밍웨이
매리얼 해들리 헤밍웨이(영어: Mariel Hadley Hemingway, 1961년 11월 22일 ~ )는 미국의 배우이다. 작가 어니스트 헤밍웨이는 할아버지이며, 아버지 잭 헤밍웨이 또한 작가이다. 모델이자 배우 마고 헤밍웨이는 언니이다. 남편 스티븐 크리즈먼 사이에서 낳은 딸 드리 헤밍웨이 또한 배우와 모델로 활동중이다.

## 출연 작품
- 헤밍웨이 인 하바나 (2016)
- 랩 댄스 (2014)
- 러닝 프롬 크레이지 (2013)
- 라이즈 오브 좀비 (2012)
- 우디 앨런: 우리가 몰랐던 이야기 (2011)
- 마이 수어사이드 (2009)
- 골든 보이즈 (2008)
- 남경 (2007)
- 인 허 라인 오브 파이어 (2006)
- 이웃 사이 (2005)
- 퍼스트 샷 (2002)
- 포플레이 (2001)
- 퍼퓸 (2001)
- 컨텐더 (2000)
- 섹스 몬스터 (1999)
- 키스 오브 스트레인저 (1999)
- 대통령의 딸 (1999)
- 벡커 (1998)
- 해리 파괴하기 (1997)
- 리틀 맨 (1997)
- 로드 엔드 (1997)
- 크라잉 차일드 (1996)
- 배드 문 (1996)
- 미혹 2 (1995)
- 총알 탄 사나이 3 (1994)
- 그레이스 (1992)
- 내전 (1991)
- 추적자 (1991)
- 마법의 타자기 (1991)
- 독신녀 (1988)
- 작전 명령 유혹 (1988)
- 할리우드 차차차 (1988)
- 슈퍼맨 4 - 최강의 적 (1987)
- 여자를 쫓는 남자 (1985)
- 살인 수첩 (1985)
- 스타 80 (1983)
- 맨하탄 (1979)
- 립스틱 (1976)